# Чивикська гробниця

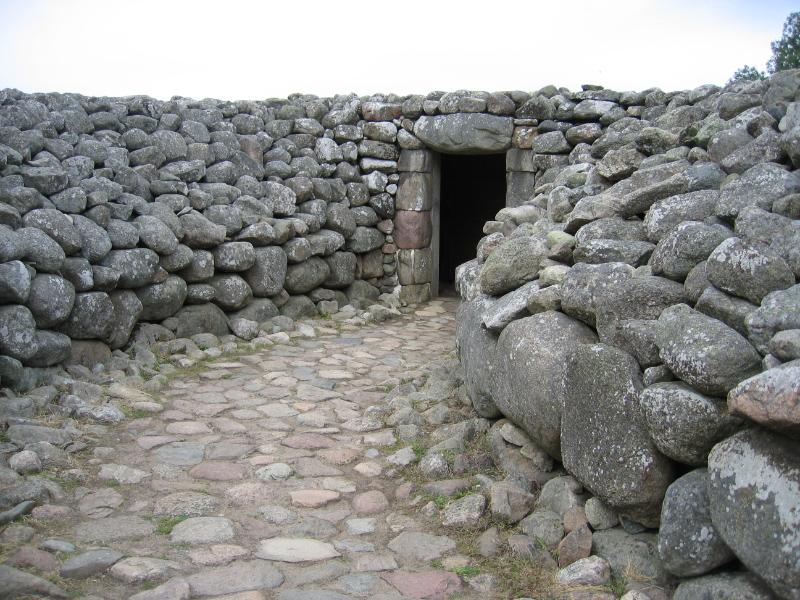
Вхід в Чивикську гробницю

Гробниця короля з Чивика виявлена біля міста Чивик на південному сході шведської провінції Сконе (55°41′ пн. ш. 14°14′ сх. д. / 55.683° пн. ш. 14.233° сх. д. 55°41′ пн. ш. 14°14′ сх. д. / 55.683° пн. ш. 14.233° сх. д. 55°41′ пн. ш. 14°14′ сх. д. / 55.683° пн. ш. 14.233° сх. д.) В 320 метрах від східного узбережжя. У гробниці виявлені два поховання, що датуються близько 1000 р. до н. е. Гробниці подібного типу були поширені в Скандинавії бронзової доби і зазвичай називаються рьосе.
Тривалий час гробницю використовували як каменоломню і несли звідти камені для використання в будівництві. У 1748 році два селянина виявили тут поховання, після чого почалося вивчення пам'ятника.
Як за конструктивними особливостями, так і за розміром гробниця відрізняється від більшості європейських гробниць бронзового століття. На саркофагах виявлені петрогліфи, що зображують людей, тварин (в тому числі птахів і риб), кораблі, гра на лурі (духовий музичний інструмент), різні абстрактні символи, а також колісниця з упряжкою з двох коней і колесами з 4 ступицями.
В даний час гробниця відкрита для відвідувачів.

## Галерея

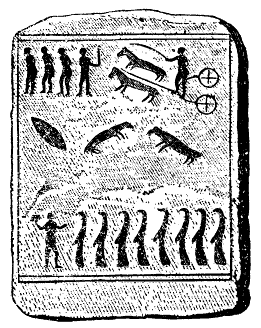
Замальовка однієї з плит гробниці.
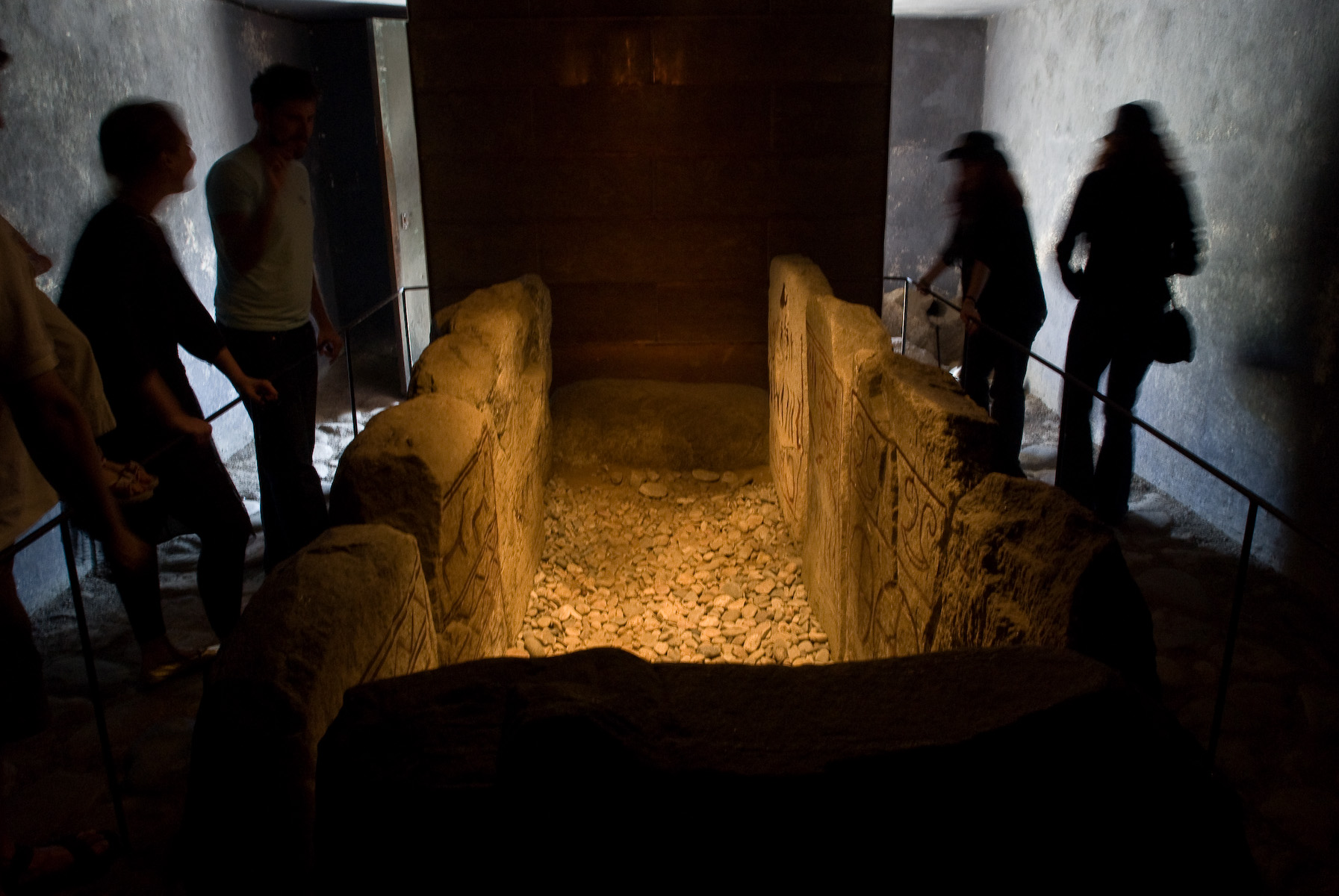
Вид гробниці зсередини.
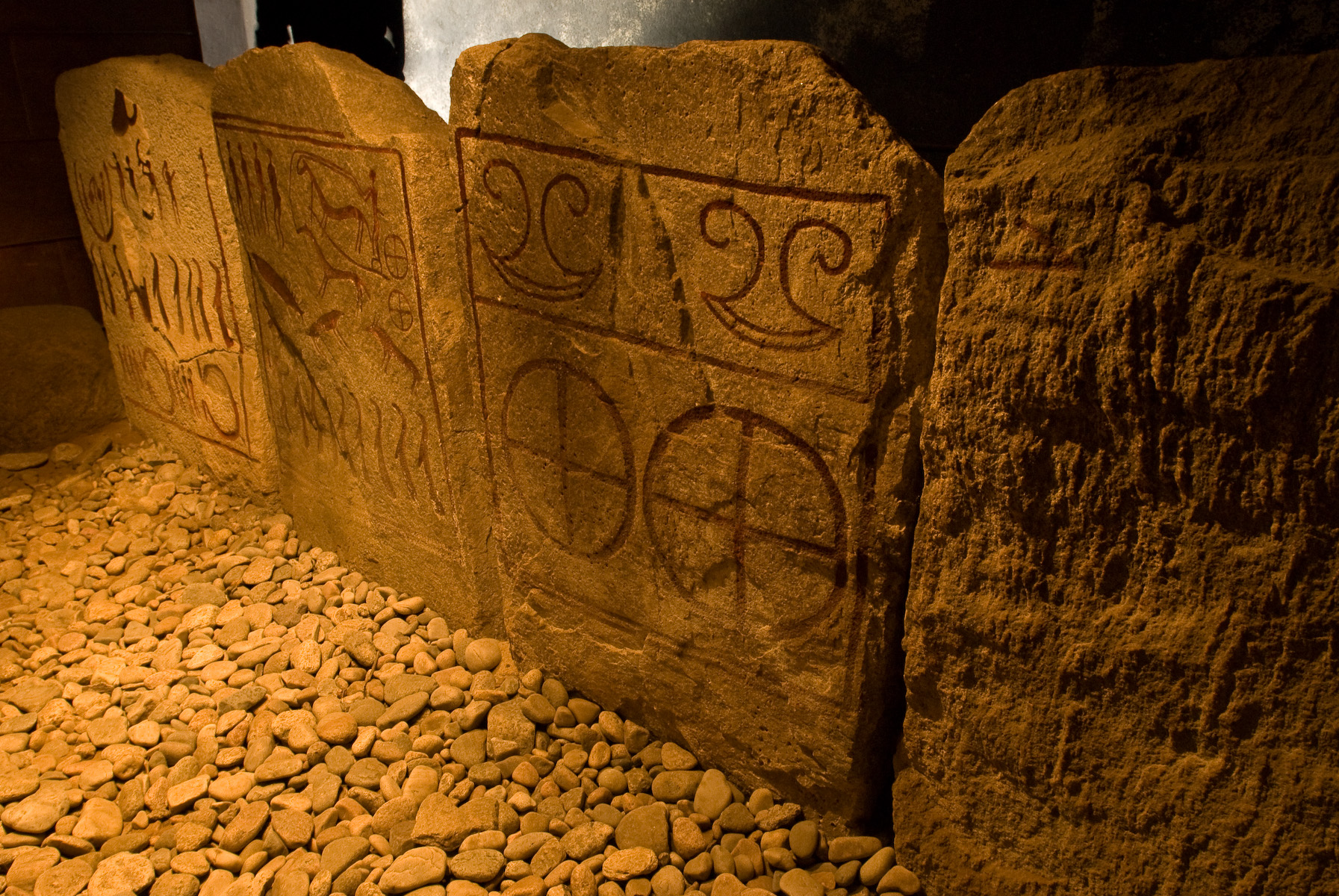
Облицювання гробниці.
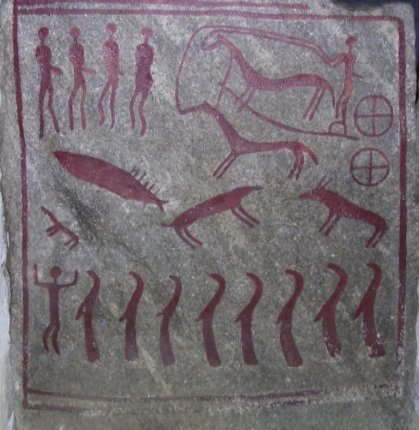
На одній з 10 плит гробниці зображено колісниця з конем, люди в довгому одязі і кілька тварин.
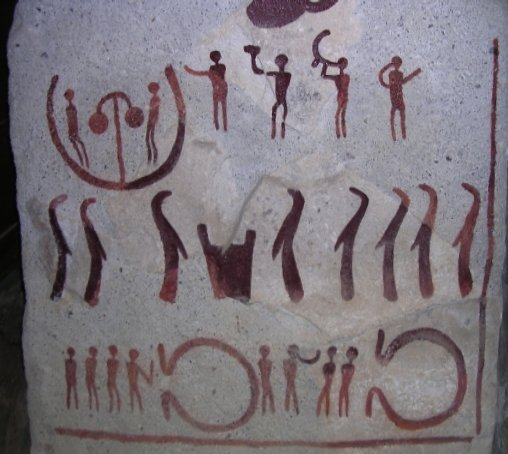
Малюнок на одній з плит.